# The Hunt (película)
The Hunt (conocida en España como La caza y en Hispanoamérica como La cacería) es una película de suspenso y sátira dirigida por Craig Zobel. Esta protagonizada por Betty Gilpin acompañada de los actores Hilary Swank, Ike Barinholtz, Ethan Suplee y Emma Roberts. Jason Blum se desempeña como productor bajo Blumhouse Productions. 
La película se planeó originalmente para estrenarse el 27 de septiembre de 2019. Sin embargo, después de los tiroteos masivos de Dayton y El Paso a principios de agosto de 2019, Universal Pictures decidió retrasar el lanzamiento de la película. La decisión se produjo un día después de que las críticas sobre la película vinieran del presidente de los Estados Unidos, Donald Trump.
The Hunt se estrenó finalmente en cines en el Reino Unido el 11 de marzo de 2020 y en los Estados Unidos el 13 de marzo de 2020.

## Argumento
La película inicia mostrando un mensaje en un chat grupal, enviado por una mujer llamada Athena Stone donde anticipa una próxima cacería de deplorables en su mansión. 
Posteriormente varias personas de la "élite" están a bordo de un avión privado cuando un hombre llamado Randy emerge de la bodega de carga y es sometido por uno de los otros pasajeros masculinos, quien lo apuñala en el cuello para evitar que hable sobre 'esto', a lo que Richard afirma que todavía no ha pasado nada. Otro cazador, identificado como Ted the Doctor, intenta poner a Randy a dormir, pero cuando los amenaza con una botella de champán Athena lo mata. Luego lo arrastran de regreso a la bodega y lo acuestan junto a una mujer inconsciente, apodada Yoga Pants.
Diez cautivos desconocidos entre sí, incluida Yoga Pants, despiertan amordazados en el claro de un bosque; allí encuentran un alijo de armas y llaves para sus mordazas, pero al recuperarlas, Yoga Pants y otro cautivo son asesinados por francotiradores. Otra cautiva, apodada Dead Sexy, huye y cae en un foso, quedando viva pero empalada en las estacas del fondo; un cautivo llamado Shane intenta rescatarla pero muere al pisar una mina terrestre, finalmente Dead Sexy es encontrada por otro cautivo llamado Staten Island a quien ella le quita su arma para suicidarse.
Staten Island intenta escapar por una cerca de alambre de púas y allí se encuentra con los cautivos Target, Vanilla Nice y Big Red. Todos menos Target logran cruzar, quien es acribillado con flechas. El trío huye a una estación de servicio, cuyos propietarios, Miranda "Ma" y Julius "Pop", les informan que están en Arkansas. El trío descubre que cada uno fue secuestrado en una parte diferente de los Estados Unidos y razonan sobre la similitud de su situación con la teoría de la conspiración "Manorgate", según la cual un grupo de millonarios de gran influencia secuestra deplorables para llevarlos a una mansión en el campo para usarlos como presas en cacerías humanas y cómo es que esto fue publicado meses atrás cuando se descubrió una conversación por chat donde preparaban la siguiente cacería. Repentinamente Big Red muere envenenado por comer una dona y Ma y Pop se revelan como parte de sus captores, matando a Staten Island y Vanilla Nice, tras lo cual informan la situación por radio y eliminan las evidencias.
Una cautiva llamada Crystal, apodada Snowball por los cazadores, llega al local y deduce que es una trampa cuando descubre que los ancianos no conocen el precio de los cigarrillos en Arkansas, por lo que les quita su arma y los asesina. Cuando inspecciona el lugar descubre que la matrícula del camión estacionado es falsa y cubre la verdadera que es de procedencia croata. Cuando los otros cazadores no pueden comunicarse con Ma y Pop por radio envían un dron para hacer reconocimiento aéreo del sector, pero Gary, otro cautivo, teórico de conspiración y locutor de podcasts, aparece y lo derriba.
Juntos abordan un vagón de tren lleno de refugiados, a quienes Gary acusa de ser actores. Cuando el tren es allanado por soldados croatas un refugiado revela ser un cazador llamado Crisis Mike, admitiendo que los demás pasajeros son inocentes; él explica que esta redada no es parte del plan y ofrece una ventaja si Gary coopera, pero este le quita una granada y la usa para matarlo. Luego son detenidos y llevados a un campo de refugiados donde Crystal encuentra a otro cautivo llamado Don, ambos son liberados por Oliver, un enviado de la Embajada de EE. UU. en Zagreb, llega para llevárselos. Durante el viaje, Oliver investiga el por qué fueron seleccionados para la cacería lo que despierta las sospechas de Crystal quien lo arroja del auto y lo atropella; en el maletero encuentran el cadáver de Gary y un mapa con un punto de encuentro marcado.
Al llegar al lugar designado encuentran un fortín desde donde los cazadores, quienes resultan ser los pasajeros del jet privado, les habían disparado cuando despertaron en el claro del bosque. Don libera un cerdo en el fortín causando un caos que Crystal aprovecha para matar a la mayoría de los cazadores, luego hiere a Dale, un sargento asesor táctico contratado para defender a los cazadores en caso de una emboscada. Athena llama a Don por radio pidiendo confirmación sobre la muerte de Crystal, lo que lo delata como un infiltrado y lleva a que Crystal lo mate. Posteriormente tortura al sargento para obtener la ubicación de Athena; antes de Matarlo, Crystal le revela que es veterana de Afganistán, insinuando que sus experiencias en el campo de batalla le provocaron secuelas que la hacen propensa a la violencia y actos sanguinarios; tras lo cual se dirige a confrontar a Athena.
Un flashback muestra la verdad sobre los mensajes mostrados al inicio de la historia, revelando que se trata de un fragmento de una conversación sucedida hace un año. Athena y los demás cazadores eran un grupo de amigos normales conformado por empresarios y gente de buena posición, quienes durante una conversación en un chat grupal bromearon en tono sarcástico sobre reunirse en una supuesta mansión propiedad de Athena para cazar deplorables. Sin embargo, la conversación fue filtrada a internet y, a pesar de ser evidente que no eran declaraciones serias, un grupo de usuarios lo tergiversó y sacó de contexto hasta viralizarlo como el "Manorgate", arruinando la carrera y reputación de los involucrados, incluida Athena, quien fue despedida por sus jefes. Resentidos contra la gente que los desacreditó sin motivo, decidieron hacer realidad el Manorgate y secuestraron a los responsables de difundir y crear la teoría de la conspiración para convertirlos en las presas. Athena había insistido en que se incluyera a Crystal en la búsqueda después de ver que redactó una publicación en su contra.
Crystal encuentra a Athena en la cocina de su casa y le revela que se equivocó y la ha confundido con otra mujer de su misma ciudad, reconociendo que es algo qué les sucede constantemente ya que sus nombres son prácticamente similares. Ambas luchan salvajemente y se apuñalan mutuamente, lo que lleva a que Athena muera por el daño recibido, pero Crystal sobrevive tras cauterizar su herida con un soplete de cocina. Tras tomar ropa del lugar sube a bordo del jet acompañada por el perro de Athena, confesando a la tripulación que ha matado a sus jefes, por lo que estos acceden a llevarla de regreso a Estados Unidos.

## Reparto
- Betty Gilpin como Crystal May Creasey
- Ike Barinholtz como Staten Island
- Amy Madigan como Miranda "Ma"
- Emma Roberts como Yoga Pants
- Ethan Suplee como Gary
- Hilary Swank como Athena Stone
- Sturgill Simpson como Vanilla Nice
- Reed Birney como Julius "Pop"
- Steve Coulter como Ted, el Doctor
- Wayne Duvall como Don
- Glenn Howerton como Richard
- Justin Hartley como "Big Game" Shane
- Silvina Grace Crim como Caroline "Dead Sexy"
- Macon Blair como Fauxnvoy
- J. C. MacKenzie como Paul
- Teri Wyble como Liberty
- Jim Klock como Capitán O’Hara
- Steve Mokate como Sargento Dale
- Usman Ally como Crisis Mike
- Dean West como Martin

## Producción
En marzo de 2018, Universal Pictures adquirió los derechos de la película, que sería dirigida por Craig Zobel con un guion de Nick Cuse y Damon Lindelof.
En marzo de 2019, Emma Roberts, Justin Hartley, Glenn Howerton, Ike Barinholtz y Betty Gilpin fueron anunciados como actores de la película.
El rodaje comenzó el 20 de febrero de 2019 en Nueva Orleans y se espera que finalice el 5 de abril.

## Estreno
La película se estrenaría el 27 de septiembre de 2019. Durante un tiempo, se trasladó al 18 de octubre y finalmente se decidió trasladarlo al 13 de marzo de 2020.
El 7 de agosto de 2019, Universal anunció que a raíz de los tiroteos masivos de Dayton y El Paso, suspenderían la campaña promocional de la película. Varios días después, la película fue retirada del calendario de estrenos del estudio, pero solo fue temporal, porque el 9 de octubre de 2019 el estudio vio las críticas de los provadores del film y decidieron darle luz verde al proyecto.
La película La Caza se estrenó en España el 31 de julio de 2020.

## Recepción
The Hunt recibió reseñas generalmente mixtas de parte de la crítica y la audiencia. En el sitio web especializado Rotten Tomatoes, la película posee una aprobación de 57%, basada en 267 reseñas, con una calificación de 5.8/10, y con un consenso crítico que dice: "The Hunt es lo suficientemente exitosa como un thriller de acción de humor oscuro, pero se desvía del blanco cuando apunta a una sátira social oportuna." De parte de la audiencia tiene una aprobación de 66%, basada en más de 500 votos, con una calificación de 3.6/5.
El sitio web Metacritic le dio a la película una puntuación de 50 de 100, basada en 45 reseñas, indicando "reseñas mixtas o promedio". Las audiencias encuestadas por CinemaScore le otorgaron a la película una "C+" en una escala de A+ a F, mientras que en el sitio IMDb los usuarios le asignaron una calificación de 6.5/10, sobre la base de 85 606 votos. En la página web FilmAffinity la cinta tiene una calificación de 5.9/10, basada en 7396 votos.